# Оуквелл
«Оуквелл» (англ. Oakwell) — стадион в городе Барнсли, графство Саут-Йоркшир. Является домашней ареной футбольного клуба «Барнсли» с 1888 года. Стадион расположен в полумиле от железнодорожного вокзала Барнсли, связывающего город с соседними Шеффилдом, Лидсом, Ноттингемом и Хаддерсфилдом.
Кроме матчей основной команды «Барнсли» стадион также принимает матчи резервной команды. Рядом со стадионом также расположена молодёжная академия «Барнсли» — ей принадлежат несколько тренировочных полей, закрытый тренировочный зал и небольшой стадион на 2200 мест.
В период с 1992 по 1998 года состоялась генеральная реконструкция арены. В ноябре 2010 года были обнародованы планы по реконструкции стадиона. Обновление не затронет вместимость стадиона, а будет направлено на замену устаревших конструкций и удовлетворение требований СМИ.